# Anthipes
Genre
Anthipes est un genre d’oiseaux asiatiques de la famille des Muscicapidae.

## Liste d'espèces
Selon la classification de référence du Congrès ornithologique international (version 2.11, 2012) :
- Anthipes monileger – Gobemouche à gorge blanche
- Anthipes solitaris – Gobemouche à face rousse